# Rhipidura phasiana
Rhipidura phasiana е вид птица от семейство Rhipiduridae.

## Разпространение
Видът е разпространен в Австралия, Индонезия и Папуа Нова Гвинея.